# Hall of Fame de Magic : L'Assemblée
Pour les articles homonymes, voir Hall of Fame.
Le Hall of Fame du jeu de cartes à collectionner Magic : L'Assemblée est une distinction créée en 2005 en l'honneur des meilleurs joueurs de l'histoire du Pro Tour. Les premières nominations ont donc eut lieu 10 ans après le premier Pro Tour.

## Admissibilité
Pour être admis dans le Hall of Fame, un joueur doit remplir les critères suivants :
1. Il doit avoir fait ses débuts dans le Pro Tour au moins 10 ans avant.
2. Il doit avoir au moins 100 points Pro Tour à vie.
3. Il doit ne pas être suspendu par la Duelists' Convocation International (DCI).

## Avantages
Les joueurs qui entrent dans le Hall of Fame reçoivent un anneau commémoratif lors d'une cérémonie au Championnat du monde de Magic l'année de leur intronisation. De plus, ils sont assurés d'avoir une entrée dans n'importe quel Pro Tour pour le restant de leur vie.

## Vote et sélection
Les groupes suivants peuvent voter pour élire les joueurs introduit dans le Hall of Fame:

### Le comité de sélection
Pour la sélection du Hall of Fame de 2006, 83 personnes faisaient partie du comité de sélection. Ce comité était constitué d'employés de Wizard, de membres du Duelists' Convocation International, de juges et de reporters ayant influencés le monde de Magic.

### Le comité des joueurs
Le comité des joueurs comprend tous les joueurs du Pro Tour ayant au moins 100 points Pro Tour à vie. Si un joueur fait partie à la fois du comité des joueurs et du comité de sélection, son vote ne compte que pour le comité de sélection. Lors du vote de 2006, le comité des joueurs comprenait 101 joueurs.

### Sélection
Les membres du comité de sélection et du comité des joueurs reçoivent une liste des joueurs éligibles. Chaque membre sélectionne 5 joueurs. Les votes sont pris en compte différemment selon leur origine : s'ils viennent du comité de sélection, ils comptent pour 2/3, s'ils viennent du comité des joueurs, il compte pour 1/3 seulement. Les 5 joueurs avec le plus grand nombre de points sont introduits dans le Hall of Fame.

## Joueurs du Hall of Fame

### 2005
- Jon Finkel
- Darwin Kastle
- Alan Comer
- Tommi Hovi
- Olle Råde (né le 11 décembre 1978 à Göteborg, gagnant du Pro Tour 1995, Player of the Year 1995-1996, gagnant du Magic invitational 1997).

### 2006
- Bob Maher, Jr.
- Dave Humpherys
- Raphaël Lévy
- Gary Wise
- Rob Dougherty

### 2007
- Kai Budde
- Zvi Mowshowitz
- Tsuyoshi Fujita
- Nicolai Herzog
- Randy Buehler

### 2008
- Dirk Baberowski
- Mike Turian
- Jelger Wiegersma
- Olivier Ruel
- Ben Rubin

### 2009
- Antoine Ruel
- Kamiel Cornelissen
- Frank Karsten

### 2010
- Gabriel Nassif
- Bram Snepvangers
- Brian Kibler

### 2011
- Shuhei Nakamura
- Anton Jonsson
- Steven O'Mahoney-Schwartz

### 2012
- Paulo Vitor Damo da Rosa
- Kenji Tsumura
- Masashi Oiso
- Patrick Chapin

### 2013
- Luis Scott-Vargas
- William Jensen
- Ben Stark

### 2014
- Makihito Mihara
- Paul Rietzl
- Guillaume Wafo-Tapa

### 2015
- Eric Froehlich
- Shota Yasooka
- Willy Edel

### 2016
- Owen Turtenwald

### 2017
- Josh Utter-Leyton
- Martin Jůza

### 2018
- Seth Manfield
- Lee Shi Tian

### 2019
- Reid Duke